# Korppikurujärvi
Korppikurujärvi är en sjö i Finland. Den ligger i kommunen Enare i landskapet Lappland, i den norra delen av landet, 1 000 km norr om huvudstaden Helsingfors. Korppikurujärvi ligger 133 meter över havet. Den ligger vid sjön Kessijärvi. Arean är 1,62 kvadratkilometer och strandlinjen är 14,64 kilometer lång. Sjön  ingår i Pasvik älvs huvudavrinningsområde. 